# Оллендорф
Оллендорф (нем. Ollendorf) — община в Германии, в земле Тюрингия. 
Входит в состав района Зёммерда. Подчиняется управлению Грамме-Ауэ.  Население составляет 425 человек (на 31 декабря 2010 года). Занимает площадь 9,15 км².